# Hoverberg
Hoverberg est une localité de Suède dans la commune de Berg située dans le comté de Jämtland.

## Démographie
Sa population était de 211 habitants en 2020.